# Rhynchospora rariflora
Rhynchospora rariflora är en halvgräsart som först beskrevs av André Michaux, och fick sitt nu gällande namn av Stephen Elliott. Rhynchospora rariflora ingår i släktet småag, och familjen halvgräs. Inga underarter finns listade i Catalogue of Life.